# Carlos Fabián Leeb
Carlos Fabián Leeb (Lanús, Buenos Aires, 18 de julio de 1968) es un exfutbolista y director técnico argentino. Actualmente es entrenador y dirige al Libertad Gran Mamoré de la Asociación Beniana de Fútbol, en Bolivia. Es hijo de Luis Félix Leeb Janampa, apodado 'Gato', y fue un histórico delantero goleador de la década de los años 90 en Argentina.

## Trayectoria
Se inicia en Independiente en el año 1987. Tras jugar trece partidos y anotar dos goles, en 1991 es transferido fugazmente a Estudiantes de La Plata.
Un año después, el “Gato” pasa a jugar al club que por ese entonces militaba en la Primera B Metropolitana, Chacarita Juniors. Ya en 1994, el club de San Martín logra el ascenso a la categoría más difícil del fútbol argentino, el Nacional B. El “Gato” se convirtió en ídolo del “funebrero” tras jugar 126 partidos y anotar 64 goles.
En 1997 el Club Atlético Banfield, tras una mala campaña, pierde la categoría y desciende al Nacional B. La dirigencia de Banfield se encargó de renovar todo el plantel trayendo a varios jugadores de gran talla futbolística, entre ellos, Carlos Leeb. Debuta con la casaca de Banfield en un partido contra Quilmes anotando el tanto que sellaría el empate en uno. Su último partido Banfield fue en el 2002 contra Boca Juniors.
En 2002 pasa a Ferro, donde no jugó mucho a causa de su lesión en la rodilla, con lo cual, se terminaría retirando ese mismo año.

## Clubes

### Como jugador
| Club                    | País      | Año         | Partidos | Goles |
| ----------------------- | --------- | ----------- | -------- | ----- |
| Independiente           | Argentina | 1987 - 1991 | 13       | 2     |
| Estudiantes de La Plata | Argentina | 1991        | 5        | 0     |
| Chacarita               | Argentina | 1992 - 1997 | 126      | 64    |
| Banfield                | Argentina | 1997 - 2002 | 128      | 52    |
| Ferro                   | Argentina | 2002        | 3        | 0     |

### Como entrenador
| Club                    | País      | Año         |
| ----------------------- | --------- | ----------- |
| Banfield                | Argentina | 2005 - 2006 |
| Guaraní                 | Paraguay  | 2007 - 2009 |
| Universitario de Sucre  | Bolivia   | 2009 - 2010 |
| Shahrdari Bandar        | Irán      | 2010 - 2011 |
| Nacional Potosí         | Bolivia   | 2012        |
| Chacarita Juniors       | Argentina | 2013 - 2014 |
| Ayacucho FC             | Perú      | 2014 - 2015 |
| Sport Boys              | Bolivia   | 2015 - 2016 |
| Ayacucho FC             | Perú      | 2016        |
| Nacional Potosí         | Bolivia   | 2017        |
| Ayacucho FC             | Perú      | 2017 - 2018 |
| Universitario de Sucre  | Bolivia   | 2018        |
| Sport Boys              | Bolivia   | 2019        |
| Destroyers              | Bolivia   | 2019        |
| FC Libertad Gran Mamoré | Bolivia   | 2021        |

Ciudad Nueva Santa Cruz Bolivia  2023/2024

## Palmarés

### Como jugador
| Título                  | Club                   | País      | Año  |
| ----------------------- | ---------------------- | --------- | ---- |
| Primera División        | Independiente          | Argentina | 1988 |
| Primera B Metropolitana | Chacarita Juniors      | Argentina | 1994 |
| Primera B Nacional      | Banfield               | Argentina | 2001 |
| Primera B Metropolitana | Club Ferrocarril Oeste | Argentina | 2002 |

### Como entrenador
| Título           | Club              | País    | Año           |
| ---------------- | ----------------- | ------- | ------------- |
| Primera División | Sport Boys Warnes | Bolivia | Apertura 2015 |